# Merops malimbicus
El abejaruco de Malimba (Merops malimbicus) es una especie de ave coraciforme de la familia Meropidae que vive en las selvas de África Occidental y Central.